# Cornul
Cornul (također: Urmuroasa, Cernădia) je lijeva pritoka rijeke Șușița u Rumunjskoj. Ulijeva se u Șușițu u mjestu Bârsești. Duljina joj je 16 km, a površina porječja 21 km2.